# Konstantinos Triantafyllopoulos
Konstantinos "Kostas" Triantafyllopoulos (em grego:  Κώστας Τριανταφυλόπουλος; Corinto, 3 de abril de 1993) é um futebolista profissional grego, que atua como defensor, atualmente defende o Panathinaikos.

## Títulos

### Panathinaikos
- Copa da Grécia: 2013–14